# Wera Jefimowna Kritschewskaja

Autogramm

Wera Jefimowna Kritschewskaja (russisch Вера Ефимовна Кричевская; auch Vera Kritschewskaja; geboren am 10. November 1974 in Leningrad, Russische SFSR, Sowjetunion) ist eine russische TV-Journalistin, Fernsehregisseurin und Produzentin. Sie gehörte 2008 neben der Initiatorin Natalja Sindejewa zu den Mitgründerinnen des unabhängigen russischen Fernsehkanals Doschd.

## Leben und berufliches Wirken
Wera Kritschewskaja wuchs in Leningrad auf und besuchte das Gymnasium des Staatlichen Russischen Museums. Parallel zu ihrer Schule arbeitete sie von 1990 bis 1993 als Korrespondentin für die Jugendzeitung Smena. Nach dem Abitur studierte Kritschewskaja am Leningrader Institut für Theater, Musik und Kinematographie Theaterwissenschaften, Drehbuch sowie Spielfilmregie. 1996 schloss sie ihr Studium ab.
Seit 1992 ist Kritschewskaja für das Fernsehen tätig. Zunächst arbeitete sie für den staatlichen Fernsehkanal „Petersburg, Fünfter Kanal“ als Autorin und Redakteurin eines wöchentlichen Musikmagazins im Jugendprogramm Zebra. Unter anderem war sie Autorin der Dokumentation Silver Ida über die Dichterin und Fotografin Ida Nappelbaum.
1995 wechselte Wera Kritschewskaja zu Art Pictures Petersburg und arbeitete für die Sendungen Song of the Year für den Ersten Ostankino-Kanal (ORT) und The Hot Ten (RTR). Zwischen 1996 und 1997 war sie Leiterin der Musiksendung Morgenpost bei ORT.
Im Jahr 1997 kam Kritschewskaja auf Wunsch des damaligen Chefproduzenten Leonid Parfyonov zum Sender NTW. Hier arbeitete sie als Produktionsleiterin, als Produzentin von Sonderprojekten des Senders sowie als Regisseurin. Unter anderem war sie von 1997 bis 1999 Produzentin und Chefregisseurin des Programms Segodnyachko, von Dezember 1997 bis September 1998 produzierte sie eine Anti-Drogen-Kampagne des Fernsehsenders, u. a. eine Reihe von Werbespots mit dem Titel Without Drugs. Sie führte TV-Regie bei der Silvesternacht in der Oper (1997) und führte 1998 Regie bei der Sendung Twilight, einem dokumentarischen Interviewfilm mit den Rolling Stones für NTW. Bei NTW spezialisierte sie sich auf große TV-Produktionen. Im Jahr 2003 verließ sie den Sender.
TV-Programme, für die Wera Kritschewskaja verantwortlich war, wurden 2000, 2004 und 2005 mit dem TEFI-Preis geehrt und zeichnen sich durch ein hohes Maß an Professionalität aus. TEFI ist der nationale russische Fernsehpreis für herausragende Leistungen in der Fernsehkunst. Der Preis sollte das russische Pendant zu den amerikanischen Emmy Awards sein und wird seit 1994 von der Stiftung Akademie des russischen Fernsehens vergeben.
Während des Wahlkampfes 2003–2004 zur russischen Präsidentschaft arbeitete sie für den russischen Staatssender VGTRK als TV-Produzentin, verantwortete Live-Debatten und die Wahlkampfberichterstattung sowie die Wahlsendungen.
Von 2005 bis 2008 arbeitete sie in der Ukraine bei der Viktor Pinchuk Media Holding. Sie entwickelte die TV-Sendung „Freedom of Speech with Savik Shuster“ für den Sender ICTV und war als Produzentin für die TV-Berichterstattung im ukrainischen Wahlkampf zuständig.
2008 gehörte Kritschewskaja als Partnerin, Produzentin und Chefregisseurin zum Gründungsteam des unabhängigen Fernsehsenders Doschd, der am 27. April 2010 erstmals auf Sendung ging. Im Jahr 2011 startete sie zusammen mit Andrej Vasiljew, Dmitri Bykov und Mikhail Efremov bei Doschd die Sendung Poet and Citizen, später Citizen Poet. Im April 2011 verließ Wera Kritschewskaja Doschd, nachdem die Sendung verboten worden war.
Ab Juni 2011 bis zum Januar 2013 arbeitete sie als Creative Producer für den Dokumentarfernsehsender 24 Doc. Überraschend wurde ihr durch den staatlichen Eigentümer Rostelekom 2013 die Vertragsverlängerung verweigert, obwohl ihr nur zwei Tage später der russische Journalistenverband die Goldene Feder verlieh.
Wera Kritschewskaja lebt derzeit in London.

## Filmografie (Auswahl)
- 2004: Die Sünden der Väter (CTC), Regie
- 2004: Der Talisman der Liebe (CTC), Regie
- 2012: Bürgerlicher Dichter: Run of the Year, eine Dokumentation über das satirische Projekt Citizen Poet
- 2016: The Man who was too free, Dokumentarfilm über Boris Nemzow
- 2018 (mit Xenija Sobtschak): Die Sobtschak-Affäre, Dokumentarfilm über den ehemaligen Bürgermeister von St. Petersburg, Anatoli Sobtschak
- 2021: F@ck this Job, Dokumentarfilm über den Fernsehsender Doschd und dessen Gründerin Natalia Sindeeva[1]

## Auszeichnungen und Preise
- 2000: TEFI-Preis für das beste Musikprogramm
- 2004: TEFI-Preis für die beste Talkshow
- 2005: TEFI-Preis für die beste Nachrichtensendung
- 2007: Auszeichnung Tele-Triumph der Fernsehakademie der Ukraine
- 2010, 2012: Nationale Auszeichnung Goldener Strahl in der Kategorie Satelliten-, Kabel- und Internetfernsehen
- 2013: Auszeichnung Goldene Feder des russischen Journalistenverbands
- 2018: Regisseurin des Jahres, Preis der Zeitschrift Glamour
- 2021: Nationaler Preis im Bereich TV-Dokumentarfilm für F@ck this Job
- 2022: Courage-Preis des Journalistinnenbundes für F@ck this Job[2]